# Johann Tollinger
Johann Tollinger (10. ledna 1847 Wilten – 21. ledna 1926 Innsbruck) byl rakouský vysokoškolský pedagog a politik německé národnosti z Tyrolska, na přelomu 19. a 20. století poslanec Říšské rady.

## Biografie
Pocházel z rolnické rodiny. Absolvoval gymnázium. Pak studoval fyziku na filozofické fakultě Univerzity Innsbruck, kde získal titul doktora filozofie. Během studií byl od roku 1872 členem studentského spolku Austria. Po studiích působil jako asistent na katedře fyziky. Roku 1878 se habilitoval a působil jako soukromý docent experimentální fyziky na filozofické fakultě Univerzity Innsbruck. Následně se stal ředitelem vzdělávacího ústavu Rotholz. V této funkci působil 21 let. Byl rovněž prezidentem ústřední pokladny svazu záložen pro německé Tyrolsko.
Byl veřejně a politicky aktivní v katolickém konzervativním hnutí. V některých zdrojích je uváděno, že zasedal coby poslanec Tyrolského zemského sněmu, v jiných zdrojích je to ovšem označováno za omyl.
Byl poslancem Říšské rady (celostátního parlamentu Předlitavska), kam usedl v doplňovacích volbách roku 1897 za kurii venkovských obcí v Tyrolsku, obvod Schwaz, Kufstein atd. Nastoupil místo Ambrose Mayra. Mandát zde obhájil ve volbách roku 1901. Ve volebním období 1897–1901 se uvádí jako Dr. Johann Tollinger, ředitel zemědělského zemského ústavu, bytem Rotholz.
Ve volbách roku 1901 kandidoval za Katolickou lidovou stranu. Vstoupil pak do parlamentního Klubu středu, který tvořila zejména Katolická lidová strana. V roce 1906 se neúspěšně pokoušel v parlamentu o dohodu mezi Katolickou lidovou stranou a Křesťansko-sociální stranou.
Zemřel v lednu 1926, pouhé dva dny po smrti své manželky.